# Делфийски оракул
Делфийският оракул е един от най-важните оракули в античния свят, който прави своите предсказания и пророкувания в храма на Аполон в Делфи, построен на склона на планината Парнас в областта Фокида. Според древногръцката митология храмът е построен от самия Аполон в чест на победата му над чудовището Питон. Неговата сибила се нарича Пития (от питон – един от старите символи на Аполон). В началото светилището има само една жрица Пития, тъй като прорицания се дават само на рождения ден на Аполон. Когато интересът към Делфийския оракул се засилва и прорицанията започват да се дават по-често, жриците се увеличават.
Делфийският оракул и свързаният с него храм играят важна роля и в древните Елевзински мистерии.
В Древна Гърция е прието по всички важни държавни и лични въпроси да се допитват до оракули. В Делфи идват различни представители на различни царства от древния свят, които носят богати дарове. Цар Мидас подарява на храма златен трон. Лидийският цар Крез също изпраща дарове на делфийския оракул и храма на Аполон. Делфийският оракул повлиява до голяма степен за древногръцката колонизация на южните части на Италия и Сицилия.
Около оракула се сформира най-известната амфиктиония в Древна Гърция. За Делфийското светилище се водят няколко свещени войни, като в третата от тях срещу фокидците през 343 г. пр. Хр. се намесва Филип II Македонски.
Светилището започва да губи своето влияние по време на гръко-персийските войни, когато Делфи взема страната на Ахеменидите с надеждата да стане религиозен център на Ахеменидското царство. Храмът е разграбван на няколко пъти, нанесени са щети от пожари и около 391 г. по времето на император Теодосий I е закрит окончателно.

## Светилището
Светилището на Аполон е по същество парче свещена земя (теменос), с форма на четириъгълник с дължина на страните 130 на 190 м, оградено с яка, добре изградена стена (периболос) с няколко врати. Теренът е доста стръмен и достига до отвесните скали Федриади. С помощта на няколко големи подпорни стени са направени тераси, свързани помежду си с главния Свещен път, който свързва голямата врата в долния източен край на стената с терасата пред хълма, като прави два последователни завоя. От двете страни на пътя се редуват съкровищниците, построени от полисите Сикион, Сифнос, Тива, Атина, Сиракуза, Книдос, Коринт, Кирена и други, както и съкровищниците на двата етруски града Цере и Спина. Много от даренията привличали вниманието на поклонниците със скулптури и надписи. Например картина на Полигнот Тасоски върху постройка, издигната от книдосците (или лесхе – място за разговори), изобразявала Слизането на Одисей в Хадес (Некия) и Превземането на Троя (Илиуперсис).. Гръцкият пътешественик от 2 век Павзаний е оставил детайлно описание на тези картини, фигура по фигура. Френска археологическа експедиция в Делфи в края на XIX век разкрива основите на сградата.
Във вътрешността на храма, която остава недостъпна за обикновените хора, се намира златна статуя на Аполон, лаврово дърво, свещен извор, омфал с два златни орела, а под него саркофаг с пепелта на Питон.

## Пророчества
В древността пророчествата се правят един път в годината – на рождения ден на Аполон, около средата на февруари или март. От VI век пр.н.е. насам започват да се провеждат ежемесечно, на седмо число, а по-късно и ежедневно през месеците, в които времето позволява достъп до мястото на оракула. Пития отказва да пророкува на човек, очернен от престъпления. От нея се изисква пълна преданост и дълбоко целомъдрие.
Преди всяко пророчество Пития се измива в Касталския извор, слага златотъкана дреха, разпуска косите си, слага лавров венец на главата си, пие вода от свещения извор, пали лаврови клончета, сяда на висок трикрак стол и прави своите предсказания, вдишвайки изпаренията. При това тя изпада в наркотичен транс, повечето от фразите и думите са неразбираеми брътвежи, които жреците (προφήτης) записват и след това тълкуват. След края на ритуала, жреците се оттеглят за да подготвят гаданието. То представлява поема, която предоставят на поръчителя на гаданието. Обикновено тази поема не е еднозначна, с цел при грешка гадателите да имат възможност да изкажат своето тълкувание на поемата, което понякога се разминава от това на поръчителя.